# Roy Laird
Roy Laird ist ein deutscher Poolbillardspieler aus Kaiserslautern. Er wurde siebenmal Deutscher Einzel-Meister, davon sechsmal in der Kategorie Senioren und einmal in der Kategorie Herren.

## Karriere
Bei der Deutschen Meisterschaft 1977 gewann Laird seinen einzigen Titel in der Altersklasse Herren. Er wurde Deutscher Meister im 14/1 endlos und spielte anschließend in der Altersklasse Senioren. Dort gewann er 1985 seine erste Medaille; Gold im 14/1 endlos. Die Deutsche Meisterschaft 1986 war für Laird die erfolgreichste seiner Karriere. Er gewann Gold im 14/1 und im 9-Ball sowie Silber im 8-Ball. 1987 wurde er zum dritten Mal in Folge Deutscher Meister im 14/1, 1988 konnte er diesen Titel erneut erfolgreich verteidigen und wurde zudem Deutscher Meister im 9-Ball. Bei der Deutschen Meisterschaft 1989 gewann er Silber im 14/1 und wurde im 8-Ball Vierter, 1990 wurde er nur Vierter im 8-Ball. 1991 gewann Laird Bronze im 9-Ball und 1996 mit Silber im 14/1 seine letzte Medaille bei einer Deutschen Meisterschaft.